# Теплянка (річка, Словаччина)
Теплянка (словац. Teplianka) — річка в Словаччині; права притока Вагу, протікає в окрузі Ружомберок.
Довжина — 12.5 км. Впадає річка Каламенянка.
Витікає в масиві Хоцькі гори — частина Селницькі гори — на висоті 905 метрів.
Впадає у Ваг біля села Ліптовська Тепла на висоті 501 метр.